# Parioglossus galzini
Parioglossus galzini is een straalvinnige vissensoort uit de familie van wormvissen (Microdesmidae). De wetenschappelijke naam van de soort is voor het eerst geldig gepubliceerd in 2004 door Williams & Lecchini.